# SushiWiki
SushiWiki是一个使用微软基于.NET框架的C#语言的一个Wiki的克隆。该项目开始于2002年8月，它可以使用SQLServer/MSDE数据库或者使用XML文件做为页面存储。源代码在BSD license的保护之下。这意味着你可以自由地使用源代码来构建你自己的Wiki引擎。该项目由Eric Groise来管理，他是一个.NET的架构师和开发者。

## 外部連結
- 官方网站
- https://web.archive.org/web/20060305040330/http://luminal.gotdns.com/sushiwiki/